# سيرهي ستوليرينكو
سيرهي ستوليرينكو (بالرومانية: Serghei Stolearenco)‏ (مواليد 14 نوفمبر 1978) هو سبّاح مولدوفي، مثّل بلاده في الألعاب الأولمبية الصيفية 2000.

## روابط خارجية
سيرهي ستوليرينكو على موقع الاتحاد الدولي للسباحة (الإنجليزية)
- سيرهي ستوليرينكو على موقع أوليمبيديا (الإنجليزية)